# Никульевка (Белинский район)
Никульевка — село в Белинском районе Пензенской области России, входит в состав Студенского сельсовета.

## География
Село расположено на берегу речки Шумика (Каменка) в 19 км на северо-запад от центра поселения села Студенка и в 41 км на запад от райцентра города Белинский.

## История
Поселена графом Разумовским около 1806 г. в составе Чембарского уезда. Приходская Архангельская церковь находилась в с. Ширяево. В 1896 г. – д. Никульская (Гладовка), 87 дворов, при деревне хутор Бородина, 1 двор, 20 муж. и 5 жен. (ГАПО, ф. 294, оп. 1, е.хр. 6). В 1911 г. – д. Никульское, Голодовка тож, Ершовской волости Чембарского уезда Пензенской губернии, одно крестьянское общество, 108 дворов, 2 ветряные мельницы, кузница, лавка. 
C 1928 г. — в составе Похвистневского сельсовета Поимского района Пензенского округа Средне-Волжской области. C 1939 г. — в составе Пензенской области. В 1955 г. — в селе колхоз «Путь к коммунизму». С 1959 года — в составе Белинского района. В 1980-е гг. – в составе Ширяевского сельсовета, с 2010 года — в составе Студенского сельсовета.

## Население
| 1864 | 1897 | 1911 | 1926 | 1939 | 1959 | 1979 |
| ---- | ---- | ---- | ---- | ---- | ---- | ---- |
| 430  | ↗551 | ↗630 | ↗740 | ↘484 | ↘330 | ↘165 |
| 1989 | 1996 | 2002 | 2010 |      |      |      |
| ↘82  | ↘75  | ↘30  | ↘15  |      |      |      |